# Echinopsis adolfofriedrichii
Echinopsis adolfofriedrichii (укр. Ехінопсис Адольфа Фрідріха) — вид кактусів з роду ехінопсис (Echinopsis).

## Етимологія
Видова назва дана австрійським дослідником кактусів Гюнтером Мозером на честь свого колеги і земляка Адольфо Фрідріха, який знайшов цей вид в Парагуарі (Парагвай).

## Загальна біоморфологічна характеристика
Одиночна рослина, рідко — чагарник.

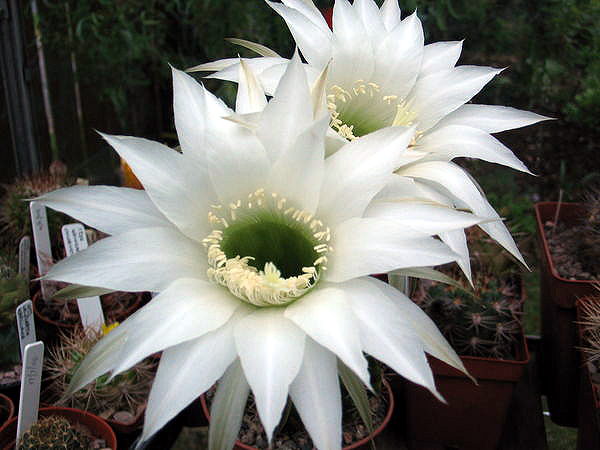
Квіти Echinopsis adolfofriedrichii1a

Стебло округле, приплюснуте, темнуватого тьмяно-зеленого кольору, 7 — 15 см заввишки, 10 — 20 см в діаметрі.
Кількість ребер 11 — 13, сильно виступаючі, гострі.
Ареоли білі або сіруваті, розташовані на відстані 1,5 — 2 см один від одного.
Колючки сірі, на кінцях коричневі.
На кожній ареолі по 1 — 2 центральних колючки і 4 — 7 радіальних.
Квітки білі, воронкоподібні, 18 — 20 см в діаметрі, 18 — 20 см завдовжки, розкриваються вночі, виділяють приємний і інтенсивний аромат, як і більшість видів ехінопсисів.
Плоди округлі, колір варіює від темно-зеленого до коричневого, густо опушені; розміри до 3 см завдовжки і до 2,5 см в діаметрі.

## Ареал
Кактуси цього виду ростуть між Асунсьйоном і Енкарнасьйоном, в південно-східному Парагваї.

## Екологія
Echinopsis adolfofriedrichii росте на скелястих луках, під низькими чагарниками на повному сонці, навіть іноді на термітниках.

## Систематика
Деякі автори вважають цей таксон місцевою формою Echinopsis oxygona (укр. Ехінопсис гострогранний).

## Культивування
Вирощування цього виду досить легке. Важливий хороший дренаж, але не можна дозволяти залишатись ґрунту сухим довгий час. При вирощуванні на відкритому повітрі потрібно притіняти від прямих сонячних променів у другій половині дня. При утриманні у приміщенні — забезпечити яскраве освітлення і пряме сонце хоча б на деякий час.